# Nghĩa Trung, Nghĩa Đàn
Nghĩa Trung là một xã thuộc huyện Nghĩa Đàn, tỉnh Nghệ An, Việt Nam.
Xã Nghĩa Trung có diện tích 20.2 km², dân số năm 1999 là 6.749 người, mật độ dân số đạt 334 người/km².

## Về hành chính
Xã Nghĩa Trung có 22 xóm gồm những xóm như: xóm 1 Bênh Viện, xóm 2 Làng Lọ, xóm 3 Rộc Mua, xóm 4 Đập Bể,... xóm 8 Diễn Thái, xóm 9 Khe Cụt, xóm 10 Tân Trung,... xóm 20 Bàu Lạng,... Trung tâm của xã nằm giữa 2 xóm là xóm 4 Đập Bể và xóm 6.Hiện nay ba xóm 1,2,3 đã chuyển sang địa giới hành chính thuộc thị trấn Nghĩa Đàn. Hiện nay Nghĩa Trung được xem là cửa ngõ của Huyện Nghĩa Đàn sau khi chia tách giữa huyện Nghĩa Đàn và thị xã Thái Hòa vào năm 2008

## Thành phần dân cư
Về thành phần dân cư, chủ yếu là nông nghiệp và lâm nghiệp, ngoài ra còn có một số dân nằm trong các ngành dịch vụ, cơ khí, cán bộ công chức. Dân tộc chủ yếu là người Kinh, Thanh,... Nghĩa Trung cũng là một xã có một bộ phận lớn người dân theo đạo Thiên Chúa, chủ yếu tập trung ở các xóm như xóm 4, xóm 5. Ở các xóm này, số người dân theo đạo Thiên Chúa chiếm hơn 50%.

## Con người
Về con người, cũng như con người trên mảnh đất xứ Nghệ nói chung, con người Nghĩa Trung có truyền thống cần cù, chăm chỉ, chịu khó, ham học hỏi, ham cầu tiến bộ. Hàng năm người dân ở đây phải chịu nhiều thiên tai như gió bão, nhưng họ vẫn kiên cường, bất khuất trong sản xuất, kinh doanh. Xã Nghĩa Trung cũng là một xã có truyền thống hiếu học, hàng năm toàn xã có đến hàng chục học sinh đỗ đại học.